# John Brown
Pour les articles homonymes, voir John Brown (homonymie) et Brown.
John Brown, né le 9 mai 1800 à Torrington dans l'État du Connecticut et mort par pendaison le 2 décembre 1859 à Charles Town, dans l'État de la Virginie (maintenant en Virginie-Occidentale), est un abolitionniste américain qui en appela à l'insurrection armée pour abolir l'esclavage. Il est l'auteur des assassinats de Pottawatomie en 1856 au Kansas et d'une tentative d'insurrection à Harpers Ferry en 1859 qui se termine par son arrestation, sa condamnation à mort pour trahison contre l'État de Virginie et par sa pendaison.
Le président Abraham Lincoln le décrivit comme un « fanatique ». L'activisme sanglant de John Brown, son raid sur Harpers Ferry et sa fin tragique sont parmi les causes de la guerre de Sécession. Personnalité historique très controversée, John Brown est ainsi décrit à la fois comme un martyr ou un terroriste, un visionnaire ou un fanatique, un zélote ou un humaniste.
La chanson John Brown's Body (version originale de The Battle Hymn of the Republic, réécrite par Julia Ward Howe) devint un hymne nordiste durant la guerre de Sécession.

## Biographie

### Jeunesse et formation
John Brown est le fils de Owen Brown, un tanneur, et de Ruth Mills Brown, couple de confession calviniste. Il est amené à l'âge de douze ans à parcourir le Michigan où il séjournera chez un homme qui possédait un esclave noir. Les scènes de violences que l'on fait subir à l'esclave sous ses yeux fondent son engagement au même titre que les convictions transmises par son père qui était membre du comité d’administration de l’université d’Oberlin, centre du mouvement abolitionniste. En 1837, après l'assassinat d'un de ses amis directeur d'un journal abolitionniste, Brown se donne pour mission d'éradiquer l'esclavage,,,,,,.

### L’influence du calvinisme
John Brown est un ardent calviniste, il admire l’œuvre du théologien Jonathan Edwards, il est fier de dire que sa famille a des racines dans le puritanisme de la Nouvelle Angleterre. Lui même se compare à Oliver Cromwell, comme le feront également ses admirateurs après sa mort. D'après ses dires, il pratique le terrorisme par fidélité à sa foi puritaine,.

### Les difficultés
Brown est tanneur de métier, mais il rencontre de grosses difficultés professionnelles et fait faillite plus de vingt fois dans six États différents. Il est criblé de dettes mais pense être l'envoyé de Dieu sur Terre,,.

### Du militantisme abolitionniste à l'activisme

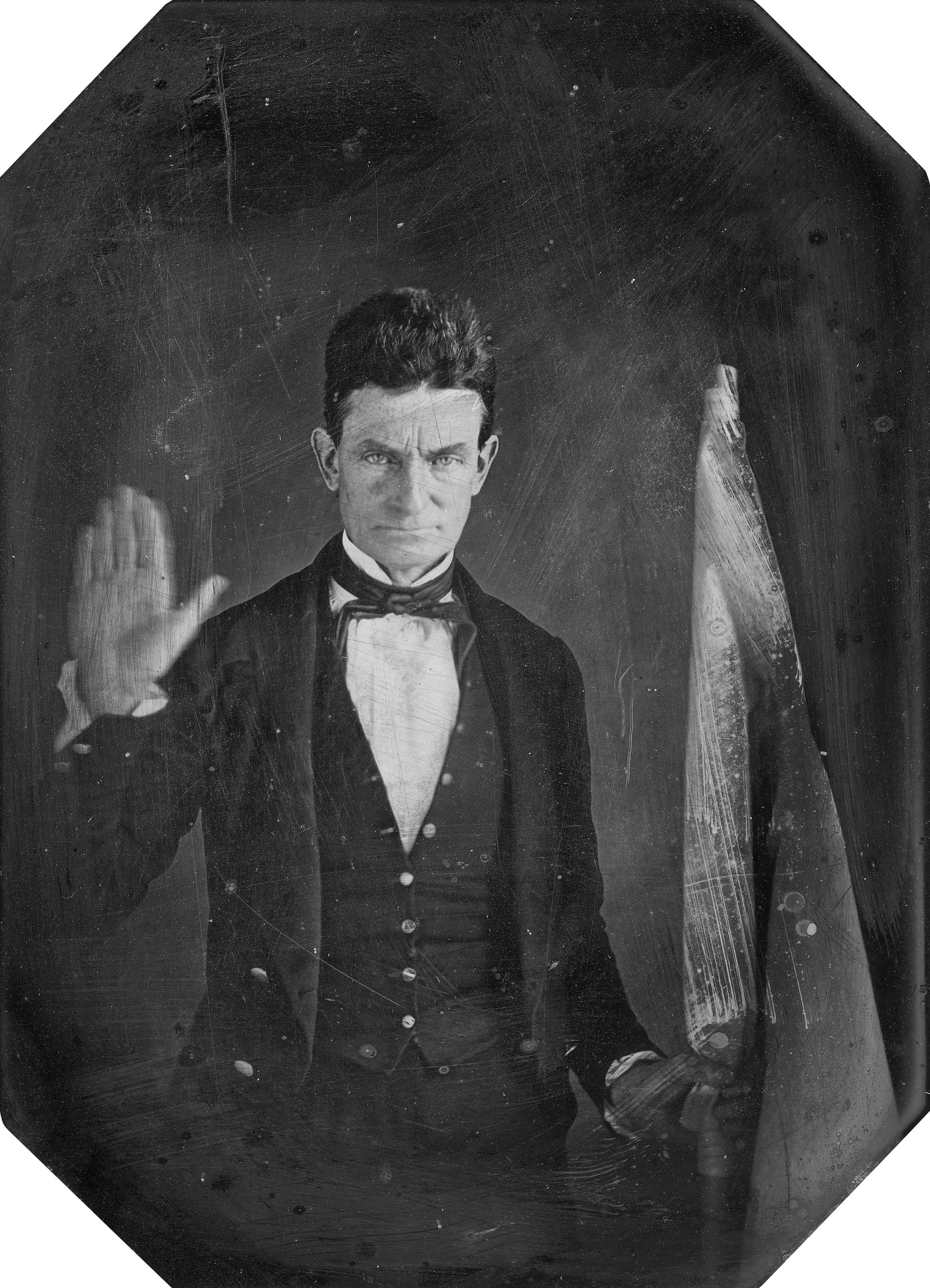
Le premier portrait connu de John Brown c. 1846 est un daguerréotype d'Augustus Washington.

En 1847, il rencontre Frederick Douglass, ancien esclave noir devenu orateur et futur homme politique (sa colistière Woodhull le brigua contre son gré à la vice-présidence des États-Unis en 1872). Il s'installe en 1849 dans une communauté noire de l'État de New York,,,,

#### La participation au Bleeding Kansas
Son action devient plus violente à partir de 1855 : aidé de cinq de ses fils, il part dans le Kansas alors que l'acte Kansas-Nebraska vient de rouvrir la question de l'esclavage. Il est aidé pour cela, financièrement, par de nombreux abolitionnistes. Il rencontre le philosophe Henry David Thoreau qui lui voue, par la suite, une admiration sans bornes et qui prend une part active contre l'esclavage, par le biais de nombreuses conférences et d'aide aux fugitifs. Il va être l'un des protagonistes des confrontations entre pro-esclavagistes et abolitionnistes, qui seront appelées Bleeding Kansas,,,.

#### Le massacre de Pottawatomie
En 1856, à Pottawatomie Creek, lui et ses hommes tuent cinq colons esclavagistes à coups de sabre au motif qu'ils font partie des « légions de Satan ». Il s'agit pour lui de répondre au massacre du Kansas de 1856, où des groupes organisés par David Atchison, le sénateur esclavagiste du Michigan, ont harcelé des colons non esclavagistes puis mis à sac Lawrence.

#### La bataille d'Osawatomie
Lors de la bataille d'Osawatomie, au Kansas, il défendit le village contre 400 hommes armés,,,,,.

#### La convention de Chatham
En 1858, à Chatham, en Ontario, il réunit dans une convention ses partisans et d'anciens esclaves réfugiés là. Ils adoptent lors de cette convention une constitution interdisant l'esclavage aux États-Unis, dite Provisional Constitution and Ordinances for the People of the United States. Vers la fin de l'année, il commence à porter la barbe pour "changer son apparence habituelle", cette apparence va devenir indistinct de son image populaire,,.

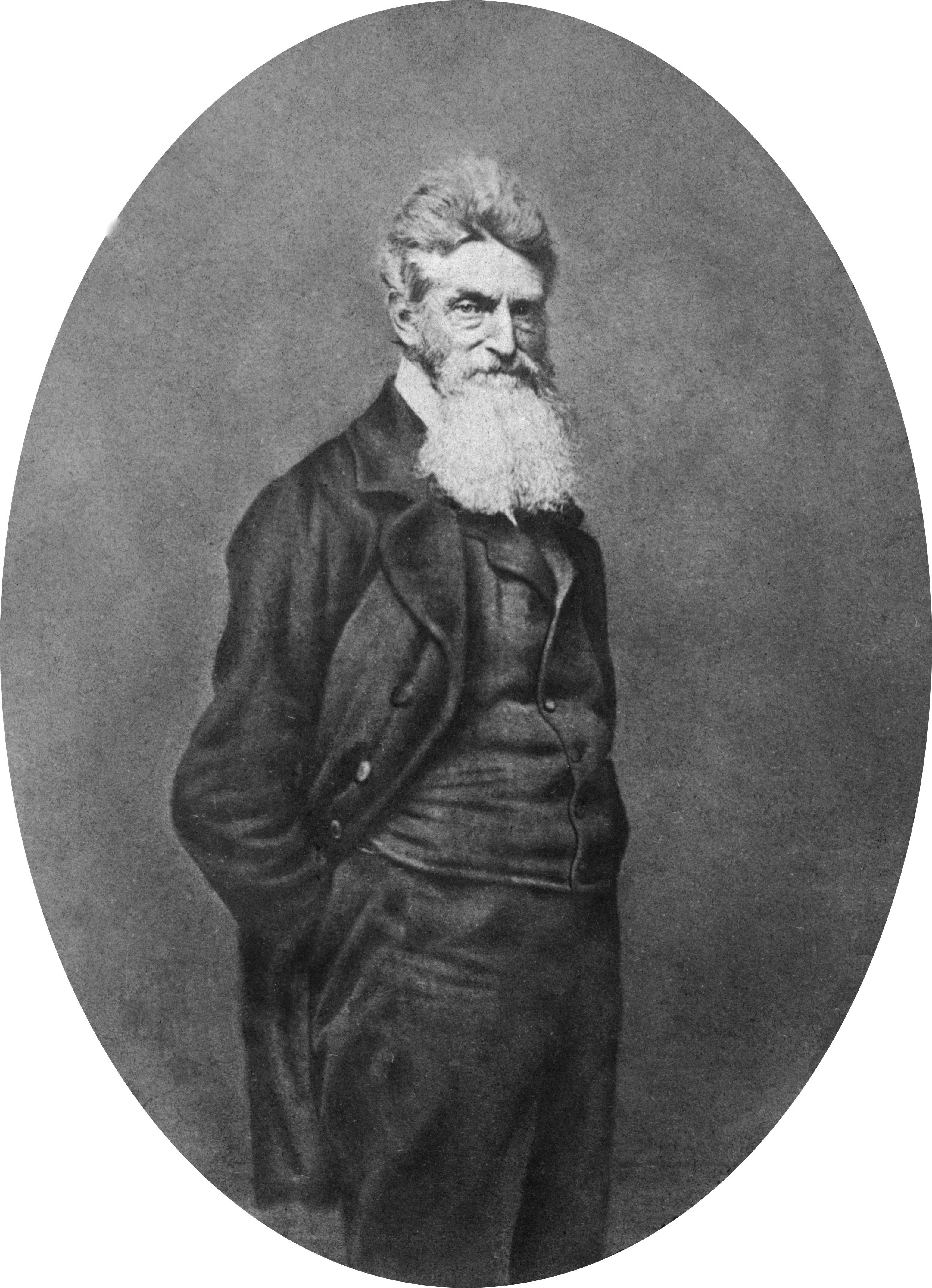
John Brown en mai 1859. Il portera la barbe jusqu'à sa mort.

#### Le raid d'Harpers Ferry
En 1859, avec l'aide de dix-huit hommes, il s’empare d’un arsenal fédéral à Harpers Ferry, en Virginie pour lancer l’insurrection (16 octobre 1859). Le raid de John Brown contre Harpers Ferry tourne au désastre : aucun esclave ne le rejoint, Brown est grièvement blessé de plusieurs balles et deux de ses fils sont tués,.

### Le procès
Il est jugé à Charleston pour meurtre et trahison envers l'État de Virginie ; condamné à mort, il est exécuté par pendaison le 2 décembre 1859. Avant son exécution, il affirme que « Si j'avais fait ce que j'ai fait pour les Blancs, ou pour les riches, personne ne me l'aurait reproché »,,,,.

### Le symbole
John Brown deviendra un symbole de la lutte pour l’abolition de l’esclavage,.

### Vie privée
En 1820, John Brown épouse Dianthe Lusk, la fille de sa gouvernante, le couple donne naissance à sept enfants dont cinq atteindront l'âge adulte. En 1832, Dianthe Lusk Brown meurt en couche,,.
En 1833,  John Brown épouse en secondes noces Mary Ann Day, la fille d'un forgeron de New York, six de leurs 13 enfants atteindront l'âge adulte. Si Mary Ann Brown partage les convictions abolitionniste et calvinistes  de son époux, en revanche, elle n'est pas d’accord avec son activisme. Après la mort de John Brown, elle, ses trois filles et son fils survivant prennent le train pour la Californie. Elle s'installe à Red Bluff où elle gagne sa vie comme infirmière. Elle meurt en 1884 à San Francisco,,.

## Regards sur son action et son procès

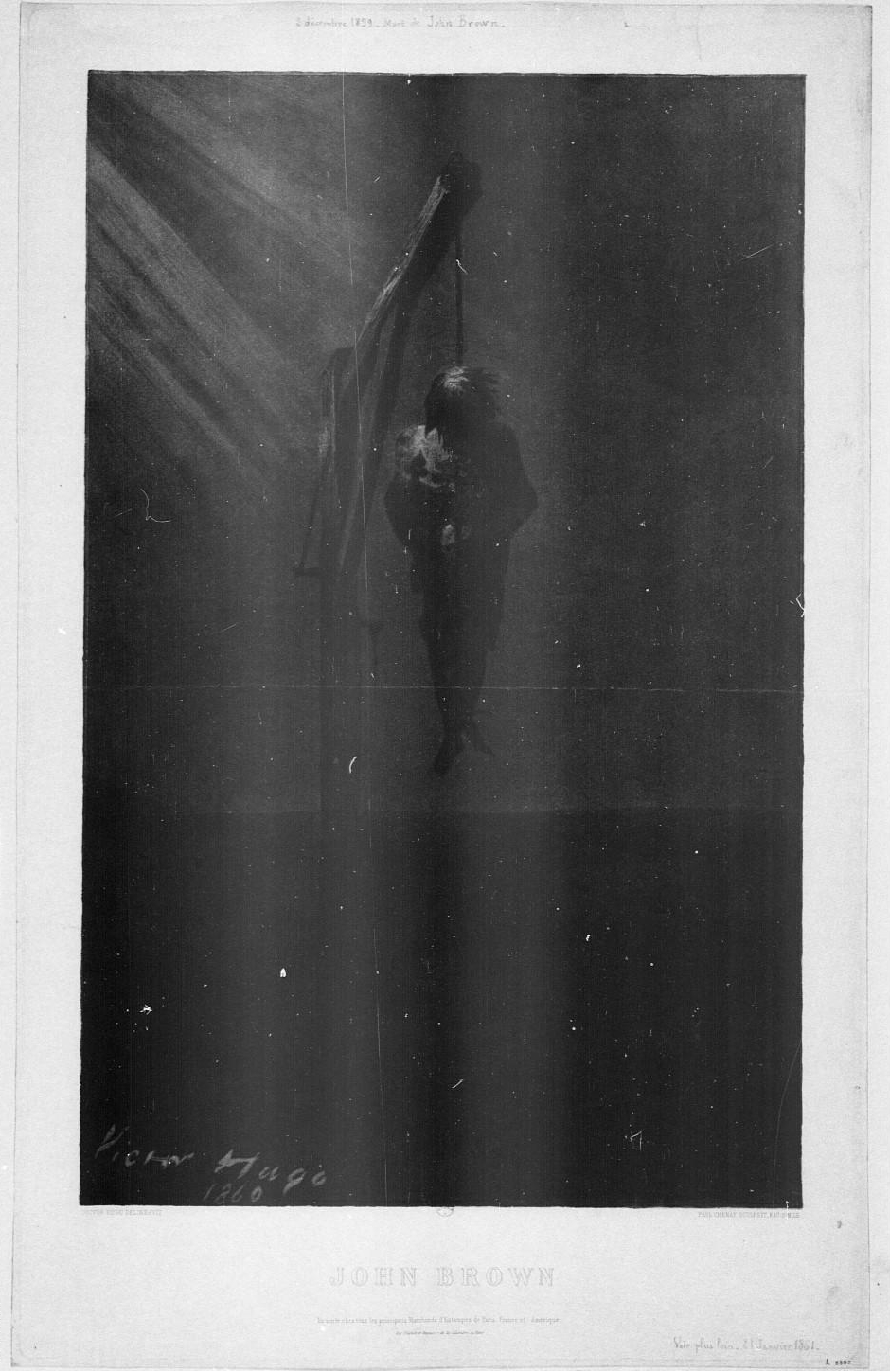
John Brown, dessin de Victor Hugo.

Victor Hugo, depuis son exil à Guernesey, tentera d’obtenir sa grâce : il adressera une lettre ouverte qui paraîtra dans la presse européenne et américaine,. Ce texte, qui annonce comme une prémonition la guerre civile, vaudra au poète bien des critiques aux États-Unis.

« […] Au point de vue politique, le meurtre de Brown serait une faute irréparable. Il ferait à l’Union une fissure latente qui finirait par la disloquer. Il serait possible que le supplice de Brown consolidât l’esclavage en Virginie, mais il est certain qu’il ébranlerait toute la démocratie américaine. Vous sauvez votre honte, mais vous tuez votre gloire.
Au point de vue moral, il semble qu'une partie de la lumière humaine s’éclipserait, que la notion même du juste et de l’injuste s’obscurcirait, le jour où l’on verrait se consommer l’assassinat de la Délivrance par la Liberté. […]
Oui, que l'Amérique le sache et y songe, il y a quelque chose de plus effrayant que Caïn tuant Abel, c’est Washington tuant Spartacus. »

— Victor Hugo, Hauteville-House, 2 décembre 1859
L'édition des œuvres complètes de Victor Hugo parue chez Jean-Jacques Pauvert indique que cette lettre n'arriva toutefois à destination qu'après l'exécution de John Brown.
Henry David Thoreau écrivit un long Plaidoyer pour John Brown (  (A Plea for Captain John Brown) et prononça un éloge funèbre, lors d'un office à Concord, le 2 décembre 1859, date de son exécution,.
Le futur président Abraham Lincoln, dans un contexte tendu (le pays est alors au bord de la guerre de Sécession), quoique abolitionniste comme Brown, ne s’opposera pas à l’exécution et prendra même ses distances avec l’action de ce dernier, dont il condamnera la violence.
Cyprian Norwid, grand artiste et penseur polonais du XIXe siècle ami de Chopin et poète favori de Jean-Paul II, a écrit un poème en hommage à John Brown dont voici un extrait (traduction de Christophe Jeżewski), :
(…) Que l’on rabatte ton chapeau sur ton visage
Afin que l’Amérique ayant reconnu son fils
Ne s’écrie point sur ses douze étoiles :
« Éteignez les feux d’artifice de ma couronne,
La nuit descend — la nuit noire au visage de Nègre ! » (…)

## La figure du martyr
La condamnation à mort de John Brown fournit à la cause abolitionniste un martyr auquel se rallier. Dorénavant, celui-ci deviendra la référence de son combat, et inspirera une chanson qui deviendra l'hymne de la cause chez tous les abolitionnistes de l'Union :
John Brown's body lies a-mold'ring in the grave
His soul goes marching on
(Le corps de John Brown gît dans la tombe.
Son âme, elle, marche parmi nous.)

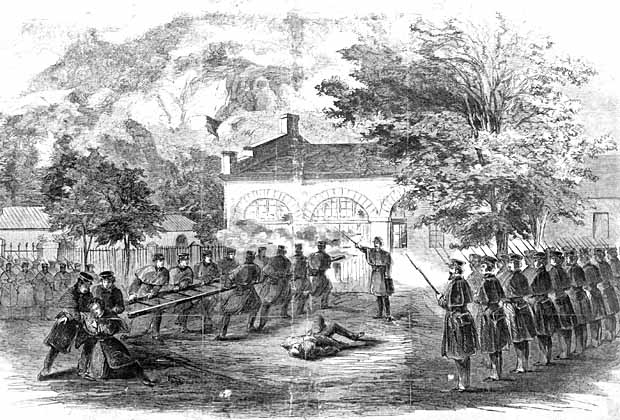
Les marines attaquant l'arsenal tenu par John Brown lors de son raid à Harper's Ferry, gravure publié dans le Harper's Weekly en novembre 1859.
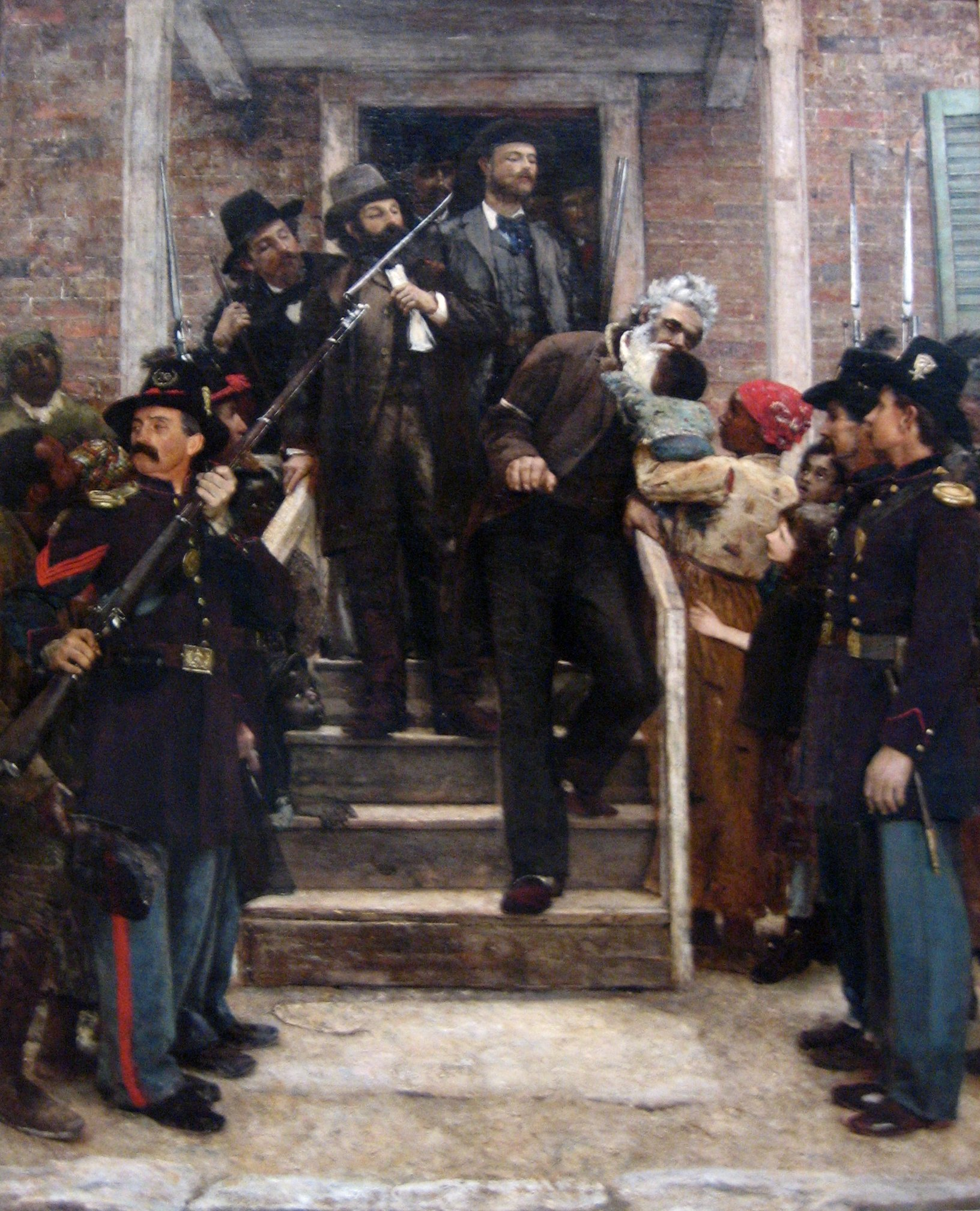
The Last Moments of John Brown, par Thomas Hovenden.

## Archives
Les archives de John Brown sont déposées et consultables auprès de la Robert W. Woodruff Library, Atlanta University Center (en), de la Louis Round Wilson Library (en) de l'université de la Caroline du Nord, à la collection Today’s Document from the National Archives de la National Archives and Records Administration et aux archives de la Kansas Historical Society (en).

## Dans la culture populaire
- Le Corps de John Brown est un poème épique sur la Guerre de Sécession de Stephen Vincent Benét, paru en 1928.
- La Piste de Santa Fe, film de 1940, a pour sujet principal la lutte de l'armée de l'Union contre l'action armée de John Brown.
- Sept Hommes en colère (Seven Angry Men) , film de Charles Marquis Warren sorti en 1955 retraçant la vie de John Brown
- Pourfendeur de nuages (Cloudsplitter) est un roman historique américain de Russell Banks, paru en 1998, qui traite de l'histoire de l'abolitionniste John Brown.
- La bataille d'Osawatomie lui vaudra une statue dans la ville, dont le nom sera repris par le Weather Underground dans les années 1970 pour le titre de son journal.
- L'Oiseau du Bon Dieu (The Good Lord Bird) est un roman de James McBride paru en 2013 racontant l'action armée de John Brown des débuts au Kansas jusqu'à sa pendaison, vue par un jeune esclave libéré.
- Le troisième tome de la bande dessinée Pinkerton, publié en 2015, consacre un long passage au siège d'Harpers Ferry et à la condamnation de John Brown.
- The Good Lord Bird est une série TV de 2020 tirée du roman éponyme avec Ethan Hawke.
- I Shot the Sheriff est une chanson de Bob Marley dans l'album Burnin' (album) dans laquelle il parle du meurtre du "Sheriff" John Brown

## Pour approfondir

#### Notices dans des encyclopédies et manuels de références
- (en-US) Suzan Michele Bourgoin, Encyclopedia World Biography, Detroit, Michigan, Gale Research, 2 décembre 1997, 527 p. (ISBN 9780787625436, lire en ligne), p. 39-41. .
- (en-US) John A. Garraty & Mark C. Carnes, American National Biography, vol. 3 : Blatchford - Burnet, New York, Oxford University Press, USA, 1er janvier 1999, 973 p. (ISBN 9780195127829, lire en ligne), p. 690-693. .
- (en-US) Immanuel Ness, Encyclopedia of American Social Movements, 1. Antislavery movement ; Civil rights movement ; Women's movement, Armonk, état de New York, Sharpe Reference / Routledge, 31 août 2004, 421 p. (ISBN 9780765680457, lire en ligne), p. 58-60.
- (en-US) Gary B. Nash & Joan Vaugh, Encyclopedia of American History, vol. 5. Civil War and Reconstruction, 1856 to 1869, New York, Facts on File, 1er décembre 2009, 509 p. (ISBN 9780816071364, lire en ligne), p. 43-45. .

#### Essais et biographies
- (en-US) Hermann von Holst, John Brown, Boston, Massachusetts, Cupples and Hurd (réimpr. 1972, 2007, 2015, 2023) (1re éd. 1889), 268 p. (ISBN 9781171790433, OCLC 5081056, lire en ligne),
- (en-US) Richard Josiah Hinton, John Brown and his men, New York, Arno Press, 1894, rééd. 1968, 772 p. (OCLC 499781269, lire en ligne).
- (en-US) W.E.B. Du Bois, John Brown, International Publishers, septembre 1909, rééd. 1974, 324 p. (OCLC 894779456, lire en ligne).
- (en-US) Eve Marie Iger, John Brown, his soul goes marching on., New York, Young Scott Books, 1969, 168 p. (OCLC 84667, lire en ligne).
- (en-US) Jules Abels, Man on Fire: John Brown and the Cause of Liberty, New York, Macmillan, février 1971, 476 p. (ISBN 9780025001008, lire en ligne).
- (en-US) Benjamin Arthur Quarles, Allies For Freedom; Blacks And John Brown, Cambridge, Massachusetts : Da Capo, 1974, rééd. 2001, 460 p. (ISBN 9780306809613, lire en ligne).
- (en-US) Otto Scott, The Secret Six: John Brown and the Abolitionist Movement, Nyt Times Books, 1er janvier 1979, 392 p. (ISBN 9780812907773, lire en ligne).
- (en-US) Lorenz B. Graham, John Brown, a Cry for Freedom, New York : Crowell, 1er janvier 1980, 200 p. (ISBN 9780690040234, lire en ligne).
- (en-US) Gwen Everett (ill. Jacob Lawrence), John Brown: One Man Against Slavery, New York : Rizzoli, 15 avril 1993, 40 p. (ISBN 9780847817023, lire en ligne).
- (en-US) Robert R. Potter, John Brown : Militant Abolitionist, Austin, Texas, Raintree Steck-Vaughn, coll. « American Troublemakers », 1995, 136 p. (ISBN 9780811423786, lire en ligne),
- (en-US) Clinton Cox, Fiery vision : the life and death of John Brown, New York : Scholastic, 1er avril 1997, 248 p. (ISBN 9780590475747, lire en ligne).
- (en-US) James Tackach, The Trial of John Brown, San Diego, Californie : Lucent Books, 1er janvier 1998, 120 p. (ISBN 9781560064688, lire en ligne).
- (en-US) David Devillers, The John Brown Slavery Revolt Trial, Berkeley Heights, New Jersey : Enslow Publishers, 27 mai 2000, 112 p. (ISBN 9780766013858, lire en ligne).
- (en-US) David S. Reynolds, John Brown, Abolitionist : The Man Who Killed Slavery, Sparked the Civil War, and Seeded Civil Rights, New York, Alfred A. Knopf, 1er janvier 2005, 600 p. (ISBN 9780375411885, lire en ligne). .
- (en-US) Peggy A. Russo (dir.) et Paul Finkelman (dir.), Terrible Swift Sword : The Legacy of John Brown, Athens, Ohio, Ohio University Press, 2005, 272 p. (ISBN 9780821416303, lire en ligne),
- (en-US) Andrew Taylor (dir.) et Eldrid Herrington (dir.), The Afterlife of John Brown, New York, Palgrave Macmillan (réimpr. 2016) (1re éd. 2005), 264 p. (ISBN 9781349551774, lire en ligne),
- (en-US) Jon Sterngass, John Brown, New York, Chelsea House Publishers, coll. « Leaders of the Civil War Era » (réimpr. 2013) (1re éd. 2009), 152 p. (ISBN 9781604133059, lire en ligne),
- (en-US) Geoffrey M. Horn, John Brown : Putting Actions Above Words, New York &  St. Catharines (Ontario), Crabtree Publishing Company, coll. « Voices for Freedom », 2010, 72 p. (ISBN 9780778748397, lire en ligne),

#### Articles

##### Années 1880-1959
- (en-US) J. J. Ingalls, « John Brown's Place in History », The North American Review, vol. 138, no 327,‎ février 1884, p. 138-150 (13 pages) (lire en ligne).
- (en-US) Israel Green, « The Capture of John Brown », The North American Review, vol. 141, no 349,‎ décembre 1885, p. 564-569 (6 pages) (lire en ligne).
- (en-US) Charles Francies Adams, Barrett Wendell, James DeNormandie et Edwin D. Mead, « June Meeting, 1908. Judge Chamberlain's Bequest; The Harper's Ferry Affair; Modernism; Changing Street Names; Thompson's Island and Squantum », Proceedings of the Massachusetts Historical Society, Third Series, vol. 1,‎ 1907-1908, p. 508-540 (33 pages) (lire en ligne ),
- (en-US) John B. Floyd, « Official Report of John Brown's Raid upon Harper's Ferry, Virginia, October 17-18, 1859 », The Quarterly of the Oregon Historical Society, vol. 10, no 3,‎ septembre 1909, p. 314-324 (11 pages) (lire en ligne ).
- (en-US) Leon Hühner, « Some Jewish Associates of John Brown », Publications of the American Jewish Historical Society, no 23,‎ 1915, p. 55-78 (24 pages) (lire en ligne ),
- (en-US) Fred Landon, « Canadian Negroes and the John Brown Raid », The Journal of Negro History, vol. 6, no 2,‎ avril 1921, p. 174-182 (9 pages) (lire en ligne )
- (en-US) James A. Hamilton, « John Brown », The Quarterly Journal of the New York State Historical Association, vol. 5, no 2,‎ avril 1924, p. 148-157 (10 pages) (lire en ligne).
- (en-US) Samuel Lepage, « Memories of John Brown of Osawatomie », Current History (1916-1940), vol. 28, no 3,‎ juin 1928, p. 427-430 (4 pages) (lire en ligne ),
- (en-US) Ralph Volney Harlow, « Gerrit Smith and the John Brown Raid », The American Historical Review, vol. 38, no 1,‎ octobre 1932, p. 32-60 (29 pages) (lire en ligne ),
- (en-US) Salmon Brown, « John Brown and Sons in Kansas Territory », Indiana Magazine of History, vol. 31, no 2,‎ juin 1935, p. 142-150 (9 pages) (lire en ligne ),
- (en-US) Alexander C. Flick, « John Brown Memorial Statue », New York History, Vol. 16, No. 3,‎ juillet 1935, p. 329-333 (5 pages) (lire en ligne ).
- (en-US) Muriel Rukeyser, « The Soul and Body of John Brown », Poetry, vol. 56, no 3,‎ juin 1940, p. 115-120 (6 pages) (lire en ligne ),
- (en-US) « John Brown and Freedom », Negro History Bulletin, Vol. 6, No. 3,‎ décembre 1942, p. 50, 69-70 (3 pages) (lire en ligne ).
- (en-US) Edward J. Pierce, « The Northern Reaction to the John Brown Raid », Negro History Bulletin, Vol. 6, No. 9,‎ juin 1943, p. 199-203, 208-213 (11 pages) (lire en ligne ).
- (en-US) Rose Leary Love, « A Few Facts About Lewis Sheridan Leary Who Was Killed at Harpers Ferry in John Brown's Raid », Negro History Bulletin, vol. 6, no 9,‎ juin 1943, p. 198, 215 (2 pages) (lire en ligne ),
- (en-US) Paul L. Wiley, « The Phaeton Symbol in John Brown's Body », American Literature, vol. 17, no 3,‎ novembre 1945, p. 231-242 (12 pages) (lire en ligne ),
- (en-US) Walter Muir Whitehill, « John Brown of Osawatomie in Boston, 1857 », Proceedings of the Massachusetts Historical Society, Third Series, vol. 69,‎ octobre 1947, p. 262-273 (16 pages) (lire en ligne ),
- (en-US) Ernest C. Miller, « John Brown's Ten Years in Northwestern Pennsylvania », Pennsylvania History: A Journal of Mid-Atlantic Studies, vol. 15, no 1,‎ janvier 1948, p. 24-33 (10 pages) (lire en ligne ),
- (en-US) George Green Shackelford, « From the Society's Collections: Attorneys Andrew of Boston and Green of Richmond Consider the John Brown Raid », The Virginia Magazine of History and Biography, vol. 60, no 1,‎ janvier 1952, p. 89-114 (28 pages) (lire en ligne ),
- (en-US) George Green Shackelford, « From the Society's Collections: Attorneys Andrew of Boston and Green of Richmond Consider the John Brown Raid », The Virginia Magazine of History and Biography, vol. 60, no 1,‎ janvier 1952, p. 89-114 (28 pages) (lire en ligne )
- (en-US) Gilman M. Ostrander, « Emerson, Thoreau, and John Brown », The Mississippi Valley Historical Review, vol. 39, no 4,‎ mars 1953, p. 713-726 (14 pages) (lire en ligne ).
- (en-US) « The John Brown Farm », Negro History Bulletin, vol. 22, no 7,‎ avril 1959, p. 152 (1 page) (lire en ligne ),
- (en-US) Phil Milhous, « A Footnote to John Brown's Raid », The Virginia Magazine of History and Biography, vol. 67, no 4,‎ octobre 1959, p. 396-398 (3 pages) (lire en ligne ),
- (en-US) Rayburn S. Moore, « John Brown's Raid at Harpers Ferry: An Eyewitness Account by Charles White », The Virginia Magazine of History and Biography, vol. 67, no 4,‎ octobre 1959, p. 387-395 (14 pages) (lire en ligne ).
- (en-US) « John Brown's Fort in Chicago, 1893 », Journal of the Society of Architectural Historians, vol. 18, no 4,‎ décembre 1959, p. 159-160 (2 pages) (lire en ligne ),

##### Années 1960-1999
- (en-US) J. Reuben Sheeler, « John Brown : A Century Later », Negro History Bulletin, vol. 24, no 1,‎ octobre 1960, p. 7-10, 15 (5 pages) (lire en ligne ).
- (en-US) Robert C. Albrecht, « Thoreau and his Audience: "A Plea for Captain John Brown" », American Literature, vol. 32, no 4,‎ janvier 1961, p. 393-402 (10 pages) (lire en ligne ),
- (en-US) Clarence S. Gee, « The Stone on John Brown's Grave », New York History, vol. 42, no 2,‎ avril 1961, p. 157-168 (14 pages) (lire en ligne ),
- (en-US) Andrew Harris Jr., « Northern Reaction to the John Brown Raid », Negro History Bulletin, vol. 24, no 8,‎ mai 1961, p. 177-180, 187 (5 pages) (lire en ligne ),
- (en-US) Rose Leary Love, « The Five Brave Negroes with John Brown at Harpers Ferry », Negro History Bulletin, vol. 27, no 7,‎ avril 1964, p. 164-169 (6 pages) (lire en ligne ),
- (en-US) Louis Ruchames, « John Brown, Jr. and the Haymarket Martyrs », The Massachusetts Review, vol. 5, no 4,‎ été 1964, p. 765-768 (4 pages) (lire en ligne ),
- (en-US) Cecil D. Eby, « The Last Hours of the John Brown Raid: The Narrative of David H. Strother », The Virginia Magazine of History and Biography, vol. 73, no 2,‎ avril 1965, p. 169-177 (9 pages) (lire en ligne ),
- (en-US) Herbert Aptheker, « John Brown and Heman Humphrey: An Unpublished Letter », The Journal of Negro History, vol. 52, no 3,‎ juillet 1967, p. 220-227 (8 pages) (lire en ligne ),
- (en-US) Stephen B. Oates, « John Brown's Bloody Pilgrimage », Southwest Review, vol. 53, no 1,‎ hiver 1968, p. 1-22 (23 pages) (lire en ligne ).
- (en-US) John J. McDonald, « Emerson and John Brown », The New England Quarterly, vol. 44, no 3,‎ septembre 1971, p. 377-396 (20 pages) (lire en ligne ).
- (en-US) Victor B. Howard, « John Brown's Raid at Harpers Ferry and the Sectional Crisis in North Carolina », The North Carolina Historical Review, vol. 55, no 4,‎ octobre 1978, p. 396-420 (25 pages) (lire en ligne ).
- (en-US) Michael Meyer, « Thoreau's Rescue of John Brown from History », Studies in the American Renaissance,‎ 1980, p. 301-316 (16 pages) (lire en ligne ). .
- (en-US) Stuart Knee, « John Brown and the Abolitionist Ministry », Negro History Bulletin, vol. 45, no 2,‎ second trimestre 1982, p. 36-37, 42 (3 pages) (lire en ligne ).
- (en-US) George Kliger & Robert C. Albrecht, « A Polish Poet on John Brown », The Polish Review, Vol. 8, No. 3,‎ été 1983, p. 80-85 (6 pages) (lire en ligne ).
- (fr) Léon-François Hoffmann, « Victor Hugo, John Brown et les Haïtiens », Nineteenth-Century French Studies, vol. 16, nos 1/2,‎ hiver 1987/1988, p. 47-58 (12 pages) (lire en ligne ). .
- (en-US) Robert E. McGlone, « Rescripting a Troubled Past: John Brown's Family and the Harpers Ferry Conspiracy », The Journal of American History, vol. 75, no 4,‎ mars 1989, p. 1179-1200 (22 pages) (lire en ligne ).
- (en-US) William E. Cain, « Violence, Revolution, and the Cost of Freedom: John Brown and W. E. B. DuBois », Boundary 2, vol. 17, no 1,‎ printemps 1990, p. 305-330 (26 pages) (lire en ligne ).
- (en-US) Gary Alan Fine, « John Brown's Body: Elites, Heroic Embodiment, and the Legitimation of Political Violence », Social Problems, vol. 46, no 2,‎ mai 1999, p. 225-249 (25 pages) (lire en ligne ).

##### Années 2000-2019
- (en-US) James Baldwin, Frank Shatz & Russell Banks, « John Brown's Body », Transition, No. 81/82,‎ 2000, p. 250-266 (17 pages) (lire en ligne ).
- (en-US) Naton Leslie, « John Brown's Grave », The North American Review, Vol. 287, No. 3/4,‎ mai août 2002, p. 74-77 (4 pages) (lire en ligne ).
- (en-US) Hannah N. Geffert, « John Brown and His Black Allies: An Ignored Alliance », The Pennsylvania Magazine of History and Biography, vol. 126, no 4,‎ octobre 2002, p. 591-610 (20 pages) (lire en ligne ).
- (en-US) Jack Turner, « Performing Conscience: Thoreau, Political Action, and the Plea for John Brow », Political Theory, vol. 33, no 4,‎ août 2005, p. 448-471 (24 pages) (lire en ligne ).
- (en-US) Charles J. G. Griffin, « John Brown's "Madness" », Rhetoric and Public Affairs, vol. 12, no 3,‎ 2009, p. 369-388 (20 pages) (lire en ligne ).
- (en-US) Paul Theerman, « John Brown's Body », West Virginia History, New Series, vol. 5, no 1,‎ printemps 2011, p. 75-80 (6 pages) (lire en ligne ).
- (en-US) Gerry Kohler, « Becoming John Brown: Living History in the Classroom », OAH Magazine of History, vol. 25, no 2,‎ avril 2011, p. 52-55 (4 pages) (lire en ligne ).
- (en-US) Barbara Foley, « The Color of Blood: John Brown, Jean Toomer, and the New Negro Movement », African American Review, vol. 46, nos 2/3,‎ été 2013, p. 237-253 (17 pages) (lire en ligne ).
- (en-US) William T. La Moy & F. B. Sanborn, « The Secret Six and John Brown'Raid on Harper's Ferry : Two Letters », The New England Quarterly, vol. 88, no 1,‎ mars 2015, p. 141-148 (8 pages) (lire en ligne ).
- (en-US) Zoe Trodd, « John Brown's Spirit: The Abolitionist Aesthetic of Emancipatory Martyrdom in Early Antilynching Protest Literature », Journal of American Studies, vol. 49, no 2,‎ mai 2015, p. 305-321 (17 pages) (lire en ligne ).
- (en-US) Gary Grieve-Carlson, « Extremism in the Defense of Liberty: Henry David Thoreau & John Brown », Amerikastudien / American Studies, vol. 63, no 3,‎ 2018, p. 321-335 (15 pages) (lire en ligne ).
- (en-US) Ursula McTaggart, « Historical Fiction about John Brown and Male Identity in Radical Movements », African American Review, vol. 51, no 2,‎ été 2018, p. 129-142 (14 pages) (lire en ligne ).

##### Années 2020-
- (en-US) Patrick Chura, « Thoreau and John Brown as Proletarian Heroes: Mike Gold’s Battle Hymn », The Thoreau Society Bulletin, no 310,‎ été 2020, p. 1-4 (4 pages) (lire en ligne ).
- (en-US) Willis McCumber, « The Irrevocable Step », The Baffler, no 63,‎ mai-juin 2022, p. 124-133 (10 pages) (lire en ligne ),